# Ibn Dawoud
 (mars 2018).
Abou Bakr Mohamed ibn Dawoud ou Ibn Dawud (868 - 909) était un juriste arabe zâhirite et un poète de langue arabe. Il est le fils de Daoud el-Zahiri, fondateur du zahirisme.
Comme juriste à Bagdad, Ibn Dawoud est l'auteur de la première fatwa qui entraîne la condamnation et l'exécution de Mansur al-Hallaj.
Comme poète, il est souvent qualifié de « Boileau des Arabes »[Par qui ?] et est considéré comme le « théoricien de l'amour courtois », au point qu'on peut se demander avec Benjamin Péret si sa théorie n'a pas pénétré en Occident et influencé le Moyen Âge français.

## Œuvres
Il est l'auteur de plusieurs livres dont Kitâb az-Zahra (Livre de la Fleur). Dans cet ouvrage il aborde plusieurs thèmes, notamment l'amour, qu'il soit physique ou platonique.
Selon Henry Corbin, ce texte est « le chef-d'œuvre et la somme de la théorie platonicienne de l'amour en langue arabe ».[réf. incomplète]
Selon Jean-Claude Vadet « La plus grande originalité [d'Ibn Dawoud] est d'avoir cherché à dégager à tout prix une morale courtoise indépendante de la religion, comme de la mystique. »[réf. incomplète]